# Узьыгумы
Узьыгумы (также: узьы гумы; от общепермского «*аз̌» — «дягиль», «дудник» и удмуртского «гумы» — «дудка») — удмуртский народный музыкальный инструмент в виде продольной флейты из стебля зонтичного растения (дягиля лесного или дудника).

## Форма
Узьыгумы представляет собой открытую продольную губно-щелевую флейту длиной 500—800 мм со свистковым вырезом и без игровых отверстий (известны также экземпляры с боковыми отверстиями). Роль вставной пробки выполняет губа исполнителя, входящая в косой срез головки инструмента. Все размеры узьыгумы соотносятся с размерами частей человеческого тела: длина инструмента — с длиной рук, толщина — с толщиной большого пальца.

## Способ изготовления
Для узьыгумы срезаются две нижние секции ствола растения, внутренние узловые перемычки пробиваются или прожигаются. На широком конце стебля делаются односторонний косой срез и прорезывается свистковый вырез прямоугольной формы. Ввиду недолговечности инструмента вместо традиционного материала используют современные: пластмассовые или металлические трубки (например, лыжные палки), резиновый шланг и др.

## Использование
Простота в изготовлении узьыгумы способствовала его широкому распространению. Инструмент применялся, как правило, в пастушеской среде; кроме того, под его звуки молодёжь плясала во время гуляний. В годы Великой Отечественной войны узьыгумы был единственным музыкальным инструментом в деревне.
Во время игры узьыгумы придерживают левой рукой в вертикальном или горизонтальном положении (в зависимости от удобства для исполнителя), направляя его в правую сторону. Звук извлекается путём вдувания вдувания в него воздуха, и меняется благодаря разной силе вдувания и напряжения губного аппарата, а также прикрытия или открытия нижнего конца инструмента. Характер звука в низком регистре — приглушённый с шипящим эффектом, в высоком — резкий, свистящий. Играли на узьыгумы как сольно, так и в ансамбле с другими инструментами, если совпадал их звукоряд (например, с гармонью).
Репертуар составляют обрядовые (рекрутские, свадебные, гостевые), трудовые (напевы, исполняемые во время лесосплава на плотах), плясовые и частушечные наигрыши, импровизации.